# Гелиос (кратер)
Гелиос (лат. Helios) — крупный ударный кратер на поверхности Гипериона, спутника Сатурна. Примерные координаты центра — 71° с. ш. 132° з. д. / 71° с. ш. 132° з. д.. Кратер Гелиос был обнаружен на снимках космического аппарата «Вояджер-2» в 1981 году, а в дальнейшем его снял в более высоком разрешении аппарат «Кассини».

## Эпоним
Кратер назван в честь Гелиоса — в греческой мифологии бог Солнца, сын титана Гипериона и Тейи, брат Селены и Эос. Это название было утверждено Международным астрономическим союзом в 1982 году.